# Lech Dokowicz
Lech Dokowicz, właśc. Lechosław Dokowicz (ur. 8 marca 1966) − polski reżyser, scenarzysta i producent filmowy, dokumentalista.

## Życiorys
W latach 1986–1988 pracował jako oświetleniowiec w Bawarskiej Operze i Teatrze Narodowym w Monachium. W 1988 założył i do 1990 prowadził grupę teatralną Anton-Fingerle-Zentrum w Monachium. W latach 1991–1994 był asystentem Chrisa Karpa, szwajcarskiego operatora filmowego. Od 1995 pracuje jako niezależny producent oraz operator filmowy. Produkował dla niemal wszystkich niemieckich stacji telewizyjnych: ARD, ZDF, PRO 7, BR, SAT 1, VIVA. Filmy dokumentalne, reportaże, seriale TV, (Wahre Wunder, Bully Hitparade, Comedy Factory, Sprechstunde bei dr. Frankenstein...). W latach 1999–2001 Chefoperator Media AG. Od 2001 produkcja filmów dokumentalnych dla polskiej telewizji Polsat, a od 2006 produkcja i realizacja filmów dla TVP1 oraz TVP2. Kilkukrotnie nagradzany na Międzynarodowym Festiwalu Filmów Katolickich w Niepokalanowie (2005, 2007, 2008 i 2010).
Razem z Maciejem Bodasińskim był pomysłodawcą akcji Różaniec do Granic. Prowadzi z nim wytwórnię filmową Mikael.
Jako operator i producent filmowy współtworzył niemiecką scenę techno.
Ojciec pięciorga dzieci.

## Filmografia
- 2016: Ufam Tobie
- 2013: Ostatnie wezwanie – produkcja, scenariusz, reżyseria, zdjęcia
- 2012: Basia – współpraca reżyserska, zdjęcia[3]
- 2012: Ja Jestem – produkcja, scenariusz, reżyseria, zdjęcia
- 2010: Syndrom – produkcja, scenariusz, reżyseria, zdjęcia
- 2008: Duch – scenariusz, reżyseria, zdjęcia
- 2007: Egzorcyzmy Anneliese Michel – realizacja, scenariusz, zdjęcia
- 2006: Boskie oblicze – scenariusz, zdjęcia
- 2004: Śmierć na życzenie? – zdjęcia
- 2004: Narkoatak – zdjęcia
- 2004: Cywilizacja aborcji – zdjęcia